# Synalpheus hemphilli
Synalpheus hemphilli är en kräftdjursart som beskrevs av H. Coutière 1909. Synalpheus hemphilli ingår i släktet Synalpheus och familjen Alpheidae. Inga underarter finns listade i Catalogue of Life.